# Centropus toulou
Centropus toulou е вид птица от семейство Cuculidae.

## Разпространение
Видът е разпространен в Мадагаскар и Сейшелите.